# Joana, delfina d'Alvèrnia
Joana, dita de Clarmont-Sancerre (1412-1436), fou delfina d'Alvèrnia, comtessa de Sancerre i dama de Sagonne (1426-1436).
Era filla única de Berald III, delfí d'Alvèrnia (vers 1350-1426) i de Joana de la Tour d'Auvergne (morte abans de 1416), al seu torn filla de Bertran IV de la Tour i de Maria d'Alvèrnia (comtessa d'Alvèrnia i de Boulogne, aquí com Maria II).
Va entrar en el govern el 1426 amb 14 anys, i dos anys després, el 1428, es va casar amb Lluís I de Montpensier (vers 1403-1486), dit Lluís de Borbó-Montpensier o Lluís el Bo, al que va transmetre els seus títols i béns per testament del 20 de maig de 1436, quan estava molt malalta (i no tenia fills) morint el 26 de maig al castell d'Ardes. El seu marit va assolir el delfinat d'Alvèrnia i els títols i senyories vinculats (com a comte de Clarmont) que van restar a la seva família, però el comtat de Sancerre fou reclamat per la germana de Joana, Margarida, vídua de Joan IV de Bueil, per al seu fill Joan V de Bueil (+1477) al que finalment fou reconegut el 1451.